# Charles Aman
Charles Aman (25. september 1887 i Kansas City – 1. september 1936 smst) var en amerikansk roer som deltog i OL 1904 i St. Louis.
Aman vandt en sølvmedalje i roning under OL 1904 i St. Louis. Han kom på en andenplads i firer uden styrmand sammen med Martin Formanack, Frederick Suerig og Michael Begley. Mandskabet repræsenterede Mound City Rowing Club, St. Louis.